# Sittendorf (Gemeinde Grafenegg)
Sittendorf ist eine Ortschaft und eine Katastralgemeinde der Marktgemeinde Grafenegg im Bezirk Krems in Niederösterreich. Die Ortschaft hat 436 Einwohner (Stand 1. Jänner 2024).

## Geografie
Das östlich des Kamps befindliche, um einen dreieckigen Anger angelegte Dorf besteht im Kern aus Haken-, Zwerch- und einigen Dreiseithöfen. Im Osten fließt der Mühlkamp am Ort vorüber und treibt die Stöbermühle an. Der Ort wird von der L7012 erschlossen, die im weiteren Verlauf an die Stockerauer Schnellstraße sowie an die Kamptal Straße angebunden ist.

## Geschichte
Erstmalig erwähnt wurde der Ort in einer Urkunde des bayerischen Klosters Mallersdorf aus dem Jahr 1139, als Papst Innozenz II. dem Kloster dessen Besitzungen in Sickindorf bestätigte; archäologische Funde verweisen aber bis in die Ältere Eisenzeit (Hallstattkultur). Der Besitz des Klosters Mallersdorf gelangte 1390 an das Stift Herzogenburg.
Laut Adressbuch von Österreich waren im Jahr 1938 in Sittendorf ein Binder, ein Gastwirt, vier Gemischtwarenhändler, ein Schmied, ein Schneider und  zwei Schneiderinnen, ein Schuster, ein Weinhändler und einige Landwirte ansässig.

## Naherholungsgebiet
Der Sittendorfer Teich diente einst zur Tränke des Viehs und lädt heute zum Baden, Schwimmen, Zillenfahren, Fischen und Eislaufen ein.